# Rice (Minnesota)
Rice es una ciudad ubicada en el condado de Benton en el estado estadounidense de Minnesota. En el Censo de 2010 tenía una población de 1275 habitantes y una densidad poblacional de 86,27 personas por km².

## Geografía
Rice se encuentra ubicada en las coordenadas 45°45′28″N 94°14′34″O / 45.75778, -94.24278. Según la Oficina del Censo de los Estados Unidos, Rice tiene una superficie total de 14.78 km², de la cual 14.67 km² corresponden a tierra firme y (0.72%) 0.11 km² es agua.

## Demografía
Según el censo de 2010, había 1275 personas residiendo en Rice. La densidad de población era de 86,27 hab./km². De los 1275 habitantes, Rice estaba compuesto por el 97.33% blancos, el 0.24% eran afroamericanos, el 0.16% eran amerindios, el 0.08% eran asiáticos, el 0% eran isleños del Pacífico, el 0.31% eran de otras razas y el 1.88% pertenecían a dos o más razas. Del total de la población el 0.71% eran hispanos o latinos de cualquier raza.